# Julia Sokólska
Julia Sokólska, po mężu Szczyrkowa (ur. 10 maja 1893 w Moskwie, zm. 6 maja 1933 w Warszawie) – działaczka niepodległościowa, zoolog, cytolog.

## Życiorys
Julia Stanisława Sokólska urodziła się w 10 maja 1893 w Moskwie. Do szkoły średniej uczęszczała w Radomiu. Opieką objął ją dyrektor radomskiego Towarzystwa Kredytowego Ziemskiego, Aleksander Sobecki, który z pewnością był jej krewnym. Rozpoczęła studia przyrodnicze na Uniwersytecie Lwowskim. 
W czasie studiów włączyła się w działalność organizacji młodzieżowej „Promień”, sympatyzującej z PPS. Jesienią 1912 znalazła się w pierwszej grupie kobiet przyjętych do Związku Strzeleckiego we Lwowie, które odbyły przeszkolenie wojskowe.
Podczas I wojny światowej prowadziła szwalnię i pralnię dla żołnierzy we lwowskim Domu Technika. Następnie służyła w Legionach Polskich jako łączniczka, kilkakrotnie przechodząc przez front w Królestwie Polskim. 7 lipca 1931 Prezydent RP nadał jej Krzyż Niepodległości z Mieczami „za pracę w dziele odzyskania niepodległości”.
W latach 1916–1918 kontynuowała studia na Wydziale Filozoficznym UJ w Krakowie, a ukończyła je na Uniwersytecie Jana Kazimierza we Lwowie, specjalizując się w cytologii bezkręgowców pod kierunkiem Jana Hirschlera.
Podczas wojny polsko-bolszewickiej w 1920 pracowała jako sanitariuszka w szpitalach wojskowych. 
Następnie od 1920 była asystentką Wydziału Rolniczo-Lasowego Politechniki Lwowskiej, a od 1926 starszą asystentką w katedrze zoologii i anatomii zwierząt kierowanej przez Benedykta Fulińskiego. Doktoryzowała się w 1926. Trzy lata później odbyła staż naukowy w stacji biologicznej jest miejscowości Herdla pod Bergen w Norwegii. Od 1931 pracowała w katedrze botaniki ogólnej i fizjologii roślin jako asystentka Dezyderego Szymkiewicza. Nie zerwała kontaktu ze swoją poprzednią katedrą, gdzie rozpoczęła przewód habilitacyjny z zakresu zoologii.
W okresie międzywojennym nie działa politycznie, choć nadal sympatyzowała z PPS. Po wyborach brzeskich w 1930 zwróciła władzom odznaczenie. Jesienią 1932 Fuliński zapowiedział Sokólskiej, że nie otrzyma pracy w jego katedrze. Sokólska zareagowała na to załamaniem i 6 maja 1933 popełniła samobójstwo, zażywając cyjanek potasu w hotelu Związku Zawodowego Kolejarzy w Warszawie. Została pochowana w grobie rodzinnym w Grójcu pod Warszawą.

## Działalność naukowa
Zainteresowania badawcze Julii Sokólskiej skupiały się na cytologii i histologii zwierząt bezkręgowych. W jej dorobku znajdują się 23 publikacje poświęcone tym zagadnieniom. Badała komórki somatyczne i gamety pajęczaków z rzędów pająków i kosarzy oraz osłonic z gromady żachw. W 1926 na przykładzie kątnika domowego jako pierwsza opisała występowanie w gromadzie pajęczaków aparatu Golgiego, stwierdzając go w komórkach różnych tkanek  oraz w gametach. Prowadziła szersze badania nad spermatogenezą i oogenezą u pajęczaków. W jej dorobku znajduje się również protistologiczna publikacja poświęcona składnikom cytoplazmy opaliny bytującej w jelitach płazów bezogonowych.
Była członkiem Polskiego Towarzystwa Anatomiczno-Zoologicznego.